# Hydropsyche consanguinea
Hydropsyche consanguinea är en nattsländeart som beskrevs av Mclachlan 1884. Hydropsyche consanguinea ingår i släktet Hydropsyche och familjen ryssjenattsländor. Inga underarter finns listade i Catalogue of Life.